# Clubiona risbeci
Clubiona risbeci là một loài nhện trong họ Clubionidae.
Loài này thuộc chi Clubiona. Clubiona risbeci được Lucien Berland miêu tả năm 1930.